# Clasica San Sebastián 2016
Clasica San Sebastián 2016 a fost ediția a 36-a cursei clasice de ciclism Clasica San Sebastián, cursă de o zi. S-a desfășurat pe data de 30 august 2016 și face parte din calendarul UCI World Tour 2016.

## Rezultate
| \| Clasament general \| Clasament general \| Clasament general \| Clasament general \| Clasament general \| \| Ciclist \| Ciclist \| Echipă \| Timp \| \| \| ----------------- \| ------------------ \| ------------------ \| ----------------- \| ----------------- \| \| 1. \| Bauke Mollema \| Trek-Segafredo \| 5h 31' 00" \| \| \| 2. \| Tony Gallopin \| Lotto-Soudal \| + 17" \| \| \| 3. \| Alejandro Valverde \| Movistar Team \| + 17" \| \| \| 4. \| Joaquim Rodríguez \| Katusha \| + 22" \| \| \| 5. \| Greg Van Avermaet \| BMC Racing Team \| + 34" \| \| \| 6. \| Gianluca Brambilla \| Etixx-Quick Step \| + 34" \| \| \| 7. \| Simon Yates \| Orica-BikeExchange \| + 34" \| \| \| 8. \| Tom-Jelte Slagter \| Cannondale-Drapac \| + 34" \| \| \| 9. \| Nicolas Roche \| Team Sky \| + 34" \| \| \| 10. \| Dries Devenyns \| IAM Cycling \| + 37" \| \| |                    |                    |            |
| |                    |                    |            |
| Source: ProCyclingStats |                    |                    |            |
| Clasament general |                    |                    |            |
| Ciclist | Ciclist            | Echipă             | Timp       |
| 1. | Bauke Mollema      | Trek-Segafredo     | 5h 31' 00" |
| 2. | Tony Gallopin      | Lotto-Soudal       | + 17"      |
| 3. | Alejandro Valverde | Movistar Team      | + 17"      |
| 4. | Joaquim Rodríguez  | Katusha            | + 22"      |
| 5. | Greg Van Avermaet  | BMC Racing Team    | + 34"      |
| 6. | Gianluca Brambilla | Etixx-Quick Step   | + 34"      |
| 7. | Simon Yates        | Orica-BikeExchange | + 34"      |
| 8. | Tom-Jelte Slagter  | Cannondale-Drapac  | + 34"      |
| 9. | Nicolas Roche      | Team Sky           | + 34"      |
| 10. | Dries Devenyns     | IAM Cycling        | + 37"      |

## Legături externe
- en Site web oficial
- Clasica San Sebastián 2016 – ProCyclingStats